# Waldere
Waldere o Waldhere è il titolo convenzionale assegnato a due frammenti in inglese antico, di un perduto poema epico, scoperti il 12 gennaio 1860 dal bibliotecario Eric Christian Werlauff nella Biblioteca reale danese a Copenaghen, dove è ancora conservato. Le pagine in pergamena erano state riutilizzate per rafforzare la rilegatura di un Libro delle preghiere elisabettiano, presumibilmente, come molti altri manoscritti, portato in Europa continentale dopo la dissoluzione dei monasteri in Inghilterra del XVI secolo.

## Argomento
Tale frammento rappresenta parte della tradizione del poema anglosassone sull'eroe germanico Walther. Le 63 righe del Waldere sono l'unica traccia della leggenda di Walther reperibili nell'antica letteratura inglese. La storia si svolge, come le altre in Inghilterra, ma attinge da un repertorio di materiale risalente al periodo delle invasioni barbariche, trasmesso per secoli attraverso la tradizione orale.
I frammenti ritrovati facevano parte di un'opera molto più ampia. Del poema rimangono, scritta su due fogli singoli separati, di solito denominati "frammento I" e "frammento II", e generalmente datati intorno al 1000. La data di composizione del poema è sconosciuta. La sua tradizione frammentata non permette di stabilire con certezza quanti anni ha Waldere, di quante pagine è effettivamente composto, e dove l'opera è stata ambientata. Waldere venne pubblicato la prima volta da George Stephens, successivamente da R. Wulker in Bibliothek der angel-sächsischen Poesie, poi da Peter Holthausen in Göteborgs högskolas årsskrift, con la riproduzione dei due fogli conservati. La prima traduzione principale di Waldere è stata realizzata da Frederick Norman nel 1933, mentre la seconda da Arne Zettersten nel 1979. Entrambe sono accompagnate da un commento. Una edizione critica di Jonathan B. Himes venne pubblicata nel 2009.
Come i manoscritti siano arrivati in Danimarca è una mistero che probabilmente non verrà mai svelato. Potrebbero avere fatto parte dei manoscritti, ma non è accertato, che lo studioso islandese Grímur Jónsson Thorkelin aveva acquistato nel 1786 per conto del Re danese, Cristiano VII, in Inghilterra.
I frammenti possono essere collocati nel poema epico di cui fecero parte, perché il soggetto e le avventure che riguardano l'eroe Gualtiero di Aquitania, sono conosciuti in altri testi: nel poema epico in latino Waltharius di Ekkehard dell'Abbazia di San Gallo, risalente alla prima metà del X secolo, in frammenti di un poema bavarese risalente alla prima metà del XIII secolo, e in due episodi della Vilkina Saga norvegese. Riferimenti secondari a Waldere si trovano in diverse poesie del medio alto tedesco antico, e vi è anche una versione polacca della storia, la più antica si trova nel Chronicon Boguphali Episcopi, risalente al XIII o XIV secolo.
Il poema è l'unica prova nota che i popoli anglosassoni erano a conoscenza della leggenda di Walter, Gualtiero di Aquitania. Questa era una storia molto popolare nel Medioevo. È la storia di Waldere (Walter) e di Hildegyth che si innamorano e rubano il tesoro della corte di Attila, dove erano trattenuti in ostaggio. Waldere e Hildegyth sono ricercati da due uomini, Guthhere, re dei Burgundi, e Hagena. Questi due uomini appaiono dopo che Waldere e Hildegyth sottraggono il tesoro. Il poema riguarda il conflitto che sta per nascere tra le due parti.
In un "frammento" qualcuno incoraggia Waldere di andare a combattere. Nell'altro c'è la lode di una spada, seguito dall'elogio di Waldere della propria armatura e la sua sfida a Guthhere. I dialoghi rappresentati nei frammenti non hanno nulla di corrispondente a quelli nel testo di Ekkehard, il Waltarius, il che suggerisce che questi sono rappresentazioni indipendenti delle stesse fonti materiali molto familiari. Un riferimento di un passaggio, "Guadagnati la fama con valorose gesta, e Dio ti proteggerà" dimostra che, come Beowulf, il poema proviene da un contesto cristianizzato.
II primo frammento è un'esortazione di Hildegyth, che cerca di motivare Waldere per la sua lotta imminente. In questo discorso, trova Cavill. Hildegyth cerca di ispirare Waldere in quattro modi principali: Mimming, la grande spada di Waldere, che è stata forgiata dal famoso fabbro Weland, e viene lodata; a Waldere è ricordato che i soli due risultati possibili per un guerriero sono gloria o morte; tutte le azioni buone di Waldere sono ripetute, così come la grandezza della sua fama; viene cancellato ogni dubbio che il coinvolgimento di Waldere sia veramente colpa di Guthhere. 
Il secondo frammento descrive soprattutto in Waldere che sfida e si fa beffe di Guthhere, e l'audace Guthhere strappare l'armatura di Waldere dalle sue spalle. La fine del frammento trova Waldere mettere nelle mani di Dio, il risultato della lotta.
Nella storia di Walter, questa lotta specifica quale danno hanno subito tutti coloro che vi hanno partecipato. Tuttavia, alla fine, le due parti giungono ad un compromesso pacifico e probabilmente Waldere e Hildegyth si sposano, ma tale finale non appare nei frammenti rimasti di Waldere.

## Fonti
(EN) 
- Waldere ed. F. Norman. London: Methuen, 1933. [Text.]
- Bradley, S. A. J., tr. Anglo-Saxon poetry: an anthology of Old English poems  London: Dent, 1982. Translation.
- The Cambridge History of English and American Literature vol. I, iii.5 "The Waldhere Fragments" (on-line text).
- R.K. Gordon, ed. Anglo-Saxon Poetry. (London: Dent) 1954:65. Archiviato l'8 settembre 2011 in Internet Archive. Partial text of the fragments in modern English.
- Cavill, Paul, University of Nottingham. "Waldere." The Literary Encyclopedia.  30 Oct. 2002. The Literary Dictionary Company.
- Himes, Jonathan B. The Old English Epic of Waldere. (Newcastle: Cambridge Scholars Publishing, 2009)
- Strayer, Joseph R., ed. "Waldere." Dictionary of the Middle Ages. New York: Scribner, 1982.
- Wissolik, Richard David. "The Germanic Epic and Old English Heroic Poetry: Widsith, Waldere, and the Fight At Finnsburg." Old and Middle English Literature. Detroit: Gale Research, 1994. 90-91.
- (DE) Waldere: Obst, Wolfgang und Florian Schleburg. Lehrbuch des Altenglischen (Manuale di inglese antico). Heidelberg: Tipografia universitaria Winter, 2004.
- (DE) Waltharius: Strecker, Karl (Hg,), Peter Vossen (traduttore). Waltharius. Berlino: Casa Editrice Weidmann, 1947.